# Barrgropspindel
Barrgropspindel (Diplocephalus latifrons) är en spindelart som först beskrevs av O. Pickard-Cambridge 1863.  Barrgropspindel ingår i släktet Diplocephalus och familjen täckvävarspindlar. Arten är reproducerande i Sverige. Inga underarter finns listade.